# Bojanja vas
Bojanja vas este o localitate din comuna Metlika, Slovenia, cu o populație de 99 de locuitori.